# Olafur Sigurdsson
Olafur Sigurdsson, född 22 november 1914 i Reykjavik, död 18 oktober 2003, var en isländsk-svensk industriman.
Efter examen från Kungliga Tekniska högskolan i Stockholm 1939 blev Sigurdsson konstruktör vid Kockums Mekaniska Verkstads AB i Malmö samma år, var chefsinspektör vid fiskefartygsbyggen 1945–46, chef för Landssmidjan i Reykjavik 1947–52, innehade olika befattningar vid Kockums Mekaniska Verkstads AB 1952–65, var vice verkställande direktör och teknisk direktör där 1965–77 och verkställande direktör för Kockums AB 1978–79. Han var styrelseledamot i Kockums AB 1979–85, i Karlskronavarvet AB 1979–84 och ordförande för programstyrande marinteknisk forskning 1979–90. Han invaldes som ledamot av Ingenjörsvetenskapsakademien 1975 och blev teknologie hedersdoktor i Lund 1982.